# Хедрих, Катица
Катица Хедрих (в девичестве Стеванович; род. 28 августа 1944 года в Бобовиште) — учёный-механик, профессор. Почётный академик АН ВШ Украины с 1996 года.

## Биография
Родилась в селе Бобовиште (современная Сербия). Окончила механико-инженерный факультет университета Ниша (Сербия) со степенью бакалавра (1967) и аспирантуру Института математики АН УССР под руководством академика Ю. А. Митропольского. Магистр в области механики (1972), доктор философии в отрасли технических наук (1975). Полный профессор университета Ниша (1986), заведующий кафедрой механики этого университета, сотрудник Института математики Сербской АН.
Основные научные работы выполнены в области теории колебаний, теории упругости и сопротивления материалов, случайных процессов и хаоса, механики наследственных материалов, философии естественных наук, истории механики.
Автор более 300 научных работ, 3 монографий, более 10 учебников. Монографию «Аналитическая динамика наследственных систем» (2001) написала в соавторстве с академиком АН ВШ Украины О. А. Горошко.
Член Югославского союза механиков (1972), Общества прикладной математики и механики (1972), международного общества «Евромех» (1994), Американской академии механики. Учёный секретарь Национального комитета по теоретической и прикладной механике Сербии. Основатель и редактор серии «Механика, автоматическое управление и работы» журнала Acta Universitatis университета Ниша (Сербия).
Лауреат Награды Святого Владимира АН ВШ Украины (2010).